# Lighthouse Familys diskografi
Lighthouse Familys diskografi består af fire studiealbummer, to opsamlingsalbummer, ét remixalbum og 14 singler.

## Albums

### Studio albums
| Ocean Drive                                                      | - Udgivet: 11 November 1995 - Pladeselskab: Wildcard (#5237872) - Format: CD, cassette   | 3 | — | —  | —  | —  | 26 | —  | — | —  | —  | - BPI: 6× Platin                               |
| Postcards from Heaven                                            | - Udgivet: 24 October 1997 - Pladeselskab: Wildcard (#5395162) - Format: CD, cassette    | 2 | 2 | 18 | 19 | 44 | 5  | 16 | 6 | 32 | 12 | - BPI: 4× Platin - ARIA: Platin - BVMI: Platin |
| Whatever Gets You Through the Day                                | - Udgivet: 26 November 2001 - Pladeselskab: Wildcard (#5894122) - Format: CD, cassette   | 7 | — | 21 | —  | —  | 3  | 88 | — | —  | 29 | - BPI: Platin - BVMI: Platin                   |
| Blue Sky in Your Head                                            | - Udgivet: 5 July 2019 - Pladeselskab: Polydor - Format: CD, digital download, streaming | 3 | — | —  | —  | —  | —  | —  | — | —  | —  |                                                |
| "—" nåede ikke hitlisten eller blev ikke udgivet i dette område. |                                                                                          |   |   |    |    |    |    |    |   |    |    |                                                |

### Compilation albums
| Title                                                            | Details                                                                                | Peak chart positions | Peak chart positions | Peak chart positions | Peak chart positions | Certifications   |
| Title                                                            | Details                                                                                | UK                   | AUT                  | GER                  | SWI                  | Certifications   |
| ---------------------------------------------------------------- | -------------------------------------------------------------------------------------- | -------------------- | -------------------- | -------------------- | -------------------- | ---------------- |
| Greatest Hits                                                    | - Udgivet: 18 November 2002 - Pladeselskab: Wildcard (#0654482) - Format: CD, cassette | 23                   | 36                   | 12                   | 66                   | - BPI: 2× Platin |
| The Very Best Of                                                 | - Udgivet: 7 April 2003 - Pladeselskab: Wildcard (#0761662) - Format: CD, cassette     | 9                    | —                    | —                    | —                    | - BPI: Platin    |
| "—" nåede ikke hitlisten eller blev ikke udgivet i dette område. |                                                                                        |                      |                      |                      |                      |                  |

### Remix albums
| Titel             | Detaljer                                                                    |
| ----------------- | --------------------------------------------------------------------------- |
| Relaxed & Remixed | - Udgivet: 24 February 2004 - Pladeselskab: Wildcard - Format: CD, cassette |

## Singler
| Titel                                                            | År   | Højeste hitlisteplacering | Højeste hitlisteplacering | Højeste hitlisteplacering | Højeste hitlisteplacering | Højeste hitlisteplacering | Højeste hitlisteplacering | Højeste hitlisteplacering | Højeste hitlisteplacering | Højeste hitlisteplacering | Højeste hitlisteplacering | Certificering                             | Album                             |
| Titel                                                            | År   | UK                        | AUS                       | AUT                       | GER                       | IRE                       | NL                        | NZ                        | SWE                       | SWI                       | US AC                     | Certificering                             | Album                             |
| ---------------------------------------------------------------- | ---- | ------------------------- | ------------------------- | ------------------------- | ------------------------- | ------------------------- | ------------------------- | ------------------------- | ------------------------- | ------------------------- | ------------------------- | ----------------------------------------- | --------------------------------- |
| "Lifted"                                                         | 1995 | 4                         | —                         | 36                        | 62                        | 15                        | 85                        | —                         | —                         | —                         | —                         | - BPI: Guld                               | Ocean Drive                       |
| "Ocean Drive"                                                    | 1995 | 11                        | —                         | —                         | 69                        | —                         | —                         | —                         | —                         | —                         | —                         | - BPI: Sølv                               | Ocean Drive                       |
| "Goodbye Heartbreak"                                             | 1996 | 14                        | —                         | —                         | 86                        | —                         | —                         | —                         | —                         | —                         | —                         |                                           | Ocean Drive                       |
| "Loving Every Minute"                                            | 1996 | 20                        | —                         | —                         | 98                        | —                         | —                         | —                         | 50                        | —                         | —                         |                                           | Ocean Drive                       |
| "Raincloud"                                                      | 1997 | 6                         | 29                        | —                         | 70                        | 26                        | 71                        | —                         | —                         | —                         | —                         |                                           | Postcards from Heaven             |
| "High"                                                           | 1998 | 4                         | 1                         | 4                         | 4                         | 3                         | 8                         | 8                         | 18                        | 2                         | 23                        | - BPI: Platin - ARIA: Platin - BVMI: Guld | Postcards from Heaven             |
| "Lost in Space"                                                  | 1998 | 6                         | —                         | —                         | —                         | 14                        | —                         | —                         | —                         | —                         | —                         |                                           | Postcards from Heaven             |
| "Question of Faith"                                              | 1998 | 21                        | —                         | —                         | 66                        | —                         | 83                        | —                         | —                         | —                         | —                         |                                           | Postcards from Heaven             |
| "Postcard from Heaven"                                           | 1999 | 24                        | —                         | —                         | —                         | —                         | —                         | —                         | —                         | —                         | —                         |                                           | Postcards from Heaven             |
| "(I Wish I Knew How It Would Feel to Be) Free/One"               | 2001 | 6                         | 92                        | 14                        | 10                        | 26                        | 85                        | —                         | —                         | 26                        | —                         |                                           | Whatever Gets You Through the Day |
| "Run"                                                            | 2002 | 30                        | —                         | 75                        | —                         | —                         | —                         | —                         | —                         | 71                        | —                         |                                           | Whatever Gets You Through the Day |
| "Happy"                                                          | 2002 | 51                        | —                         | —                         | 82                        | —                         | —                         | —                         | —                         | —                         | —                         |                                           | Whatever Gets You Through the Day |
| "I Could Have Loved You"                                         | 2003 | —                         | —                         | —                         | —                         | —                         | —                         | —                         | —                         | —                         | —                         |                                           | Greatest Hits                     |
| "My Salvation"                                                   | 2019 | —                         | —                         | —                         | —                         | —                         | —                         | —                         | —                         | —                         | —                         |                                           | Blue Sky in Your Head             |
| "Light On"                                                       | 2019 | —                         | —                         | —                         | —                         | —                         | —                         | —                         | —                         | —                         | —                         |                                           | Blue Sky in Your Head             |
| "Live Again"                                                     | 2019 | —                         | —                         | —                         | —                         | —                         | —                         | —                         | —                         | —                         | —                         |                                           | Blue Sky in Your Head             |
| "—" nåede ikke hitlisten eller blev ikke udgivet i dette område. |      |                           |                           |                           |                           |                           |                           |                           |                           |                           |                           |                                           |                                   |

## Fodnoter
1. ↑  "Lifted" blev oprindeligt udgivet i Storbritannien i maj 1995 og toppede som nummer 61, men blev genudgivet i februar 1996, hvor den toppede som nummer 4.'"`UNIQ--ref-00000025-QINU`"' I Holland kom singlen ikke på hitlisten i 1996, men først i 1999.'"`UNIQ--ref-00000026-QINU`"'
2. ↑  "Ocean Drive" blev oprindeligt udgivet i oktober 1995 og toppede som nummer 34, men ved genudgivelsen i maj 1996 toppede den som nummer 11.'"`UNIQ--ref-00000028-QINU`"'